# Yokosuka MXY7 Ohka
Zasugerowano, aby zintegrować ten artykuł z artykułem Kugisho Ohka Model 22. Nie opisano powodu propozycji integracji.
Yokosuka MXY7 Ohka – pilotowany przez pilota-samobójcę samolot-pocisk konstrukcji japońskiej z okresu II wojny światowej.
Pocisk miał być przewożony przez specjalnie do tego celu przystosowane samoloty bombowe Mitsubishi G4M2e. Był podwożony pod samolot-nosiciel na trójkołowym wózku manewrowym, który miał możliwość podniesienia Ohki do góry o 45 cm w celu łatwiejszego zamocowania go w komorze bombowej. Podczepiano go za zaczep umieszczony na grzbiecie kadłuba  przed kabiną pilota.
Pilot-kamikaze wsiadał do swego samolotu przed podwieszeniem go pod samolotem-nosicielem i przebywał tam przez cały czas lotu. Między samolotami była łączność telefoniczna, a także podłączone były przewody dostarczające tlen na czas wspólnego lotu. Ohka mógł być wyczepiony na wysokości 8000 m, pod fotelem pilota znajdowała się niewielka butla, zawierająca tlen do ostatniego lotu.
We wrześniu 1944 postanowiono, że pierwszą jednostką, która zajmie się transportem Ohka Model 11 na miejsce ataku będzie 714-Kokutai. Dowódcą tej jednostki został komandor Motoharu Okamura, gorący zwolennik idei ataków samobójczych.

## Historia
W sierpniu 1944 Japońska Cesarska Marynarka Wojenna opracowała plan powstrzymania amerykańskiej United States Navy przy pomocy samobójczych ataków lotniczych. 
W celu realizacji planowanej strategii zakładano wykorzystanie już istniejących konstrukcji oraz budowę zupełnie nowych maszyn przeznaczonych wyłącznie do wykonywania misji samobójczych znanych jako kamikaze. Samoloty przeznaczone do tego typu działań nazwano ogólną nazwą Kokoku Heiki (Broń Cesarza). W ramach owych broni wyróżniono trzy podgrupy. Pierwszą z nich (Kokoku Heiki Go 1 - Broń Cesarza Nr 1) były samoloty już istniejące, które w wyniku niewielkich modyfikacji można było przystosować do przenoszenia 800 kg bomb. Wśród nich znalazły się między innymi Yokosuka D4Y Suisei, Nakajima B6N Tenzan oraz Kawanishi N1K. 
Do grupy drugiej oznaczonej jako Kokoku Heiki Go 2 zaliczono wszystkie projektowane samoloty z napędem odrzutowym i rakietowym na różnych etapach realizacji. Samolotem z tej grupy broni był Nakajima Maru-Ten i Maru-Dai czyli przyszły Yokosuka MXY7. 
Trzecią grupę, Kokoku Heiki Go 3 miały stanowić dopiero planowane samoloty, których jedynym przeznaczeniem miały być misje samobójcze. Były to specjalnie do tego celu przeznaczone maszyny określane mianem Tokubetsu Kogeki-tai (specjalne samoloty uderzeniowe), charakteryzujące się uproszczoną konstrukcją, łatwością pilotażu i budowy umożliwiającą masową produkcję. Przykładem takich maszyn są Nakajima Ki-115 oraz Kawanishi Baika.

## Wersje rozwojowe Yokosuka MXY7 Ohka
- MXY7 Ohka Model 21 – wersja samolotu Ohka Model 22 z silnikami rakietowymi Typ 4-1 Model 20 opracowana przez firmę Nakajima
- Ohka Model 22 – samolot samobójczy z silnikiem odrzutowym typu Campini Tsu-11 i silnikiem tłokowym Ha-11-11
- MXY7 Ohka Model 33 – samolot samobójczy z silnikiem turboodrzutowym Ne-20
- MXY7 Ohka Model 43 Ko – pokładowy samolot samobójczy z silnikiem turboodrzutowym Ne-20 przeznaczony na wyposażenie okrętów podwodnych typu Sen-Toku
- MXY7 Ohka Model 43 Otsu – lekki samolot myśliwski z silnikiem turboodrzutowym Ne-20 przeznaczony do obrony powietrznej Japonii
- MXY7 Ohka Model 43 Hei – lekki przechwytujący samolot myśliwski z silnikiem turboodrzutowym Ne-20 dla wojsk lądowych Japonii
- MXY7 Ohka Model 53 – zdalnie sterowany pocisk napędzany silnikiem turboodrzutowym Ne-20

## Szybowce szkolno-treningowe oparte na konstrukcji płatowca Yokosuka MXY7 Ohka

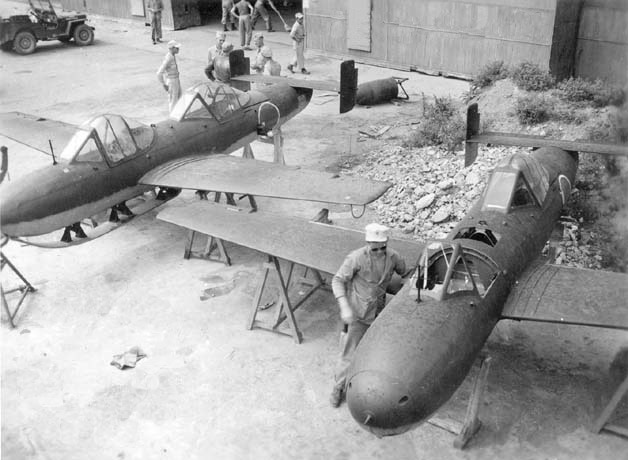
Zdobyte przez Amerykanów szybowce szkolno-treningowe Ohka K-1 Kai Wakazakura

- MXY7 Ohka K-1 Kai – jednomiejscowy
- MXY7 Ohka K-1 Kai Wakazakura – dwumiejscowy
- prototyp szybowca opartego na płatowcu Ohka Model 22- dwumiejscowy

## Budowa
- Kadłub
- Skrzydła – konstrukcja drewniana
- Usterzenie ogonowe
- Obudowa zespołu napędowego
- Głowica bojowa – zawierała ładunek wybuchowy TNT o masie 1200 kg, był przymocowany czterema śrubami do specjalnego łożyska. Głowica była wyposażona w cztery zapalniki inercyjne i jeden zapalnik uderzeniowy w przedzie głowicy. Wszystkie zapalniki podczas lotu były zabezpieczone, odbezpieczane były przez pilota gdy wprowadzał samolot w lot nurkowy nad celem.
- osłona głowicy bojowej